# Amieva
Amieva é um concelho (município) da Espanha na província e Principado das Astúrias. Tem 113,9 km² de área e em 2019 tinha 661 habitantes (densidade: 5,8 hab./km²).

## Demografia
| Variação demográfica do município entre 1991 e 2004 | Variação demográfica do município entre 1991 e 2004 | Variação demográfica do município entre 1991 e 2004 | Variação demográfica do município entre 1991 e 2004 |
| --------------------------------------------------- | --------------------------------------------------- | --------------------------------------------------- | --------------------------------------------------- |
| 1991                                                | 1996                                                | 2001                                                | 2004                                                |
| 1001                                                | 958                                                 | 867                                                 | 877                                                 |